# L'idée
L'idée è un film di animazione muto francese del 1932, in bianco e nero, diretto da Berthold Bartosch, basato sulla wordless novel omonima di Frans Masereel.

## Trama
“Gli uomini vivono e muoiono per un’idea, ma l’idea è immortale”.
Un uomo, contemplando il cielo stellato, pensa, e partorisce un’idea sotto forma di donna nuda in miniatura. Ella si imbusta da sé stessa e viene recapitata dal portalettere ad un gruppo di plutocrati, che tentano invano di coprire la sua nudità, dopo di che la donna, inseguita, si aggira per la città.
La donna riappare come imputata in un tribunale ecclesiastico, che la bandisce; poi sul podio di un comizio rivolto agli operai di una fabbrica, fino all’intervento delle forze dell’ordine; infine nelle carceri, dove segue il destino di un condannato a morte fino alla sua esecuzione e sepoltura.
L’immagine della donna nuda viene stampata e diffusa, e di nuovo la si cerca di reprimere, fino a che la sua immagine si materializza sui campi di battaglia disseminati di cadaveri.
Dopo la sfilata del mesto corteo funebre dei caduti in guerra, seguiti dai loro cari, viene rappresentato il firmamento, dove le stelle continuano a rifulgere.